# ADRC Mata de Benfica (szachy)
ADRC Mata de Benfica, pełna nazwa Associação Desportiva, Recreativa e Cultural Mata de Benfica – portugalski klub szachowy z siedzibą w Lizbonie.

## Historia
Sekcja szachowa ADRC Mata de Benfica została założona w 1986 roku i była jedną z trzech sekcji funkcjonujących od początku założenia klubu, obok piłki nożnej i tenisa stołowego. Sekcja koncentrowała się na szkoleniu juniorów. W 1998 roku zorganizowano pierwszą edycję turnieju Open de Xadrez de Benfica, który trwał do 2019 roku. W 2004 roku ADRC wygrał rozgrywki Terceira Divisão, a dwa lata później uzyskał awans do Primeira Divisão. W inauguracyjnym sezonie w najwyższej lidze portugalskiej klub zajął siódme miejsce w klasyfikacji. W kolejnym sezonie zespół spadł z ligi. W 2011 roku ADRC powrócił do Primeira Divisão, zajmując szóste miejsce. W sezonie 2011/2012 klub zajął trzecie miejsce w mistrzostwach kraju. Kadrę drużyny stanowili wówczas m.in. Leif Johannessen, Paulo Dias i Catarina Leite. W 2016 roku zespół uzyskał czwarte miejsce w lidze, a w kolejnym roku – piąte. W sezonie 2017/2018 ADRC zajął ostatnie miejsce w Primeira Divisão i spadł z ligi. W 2023 roku zespół powrócił do pierwszej ligi. W 2024 roku klub ponownie spadł.

## Arcymistrzowie w historii klubu
- Emanuel Berg[13]
- Pepe Cuenca[14]
- Leif Johannessen[7]